# Guy Drut
Guy Drut (født 6. december 1950 i Oignies, Frankrig) er en pensioneret fransk atletikudøver (hækkeløber), der vandt guld i 110 meter hæk ved OL i Montreal 1976. Fire år tidligere, ved OL i München vandt han sølv på samme distance.
Efter sit karrierestop gik Drut ind i politik, og har blandt andet fungeret som sportsminister i Frankrig mellem 1995 og 1997.